# 牽正散
牽正散屬於中醫方劑的治風劑，出自《仁齋直指方》，由3味中藥組成，是用以治療口僻（又稱口喎）的主要方劑，症狀可見口眼喎斜，半邊顏面癱瘓，鼻唇溝歪斜不正，一側嘴角下垂，一隻眼不能閉合，流涎流淚，全身無其它症狀。相當於西醫的顏面神經麻痺。《醫方集解》將本方歸於足陽明厥陰藥。
本方的組成包括殭蠶、全蠍、白附子。將前3味中藥研細末，每次取二錢，黃酒調服
依照中醫學傳統的方義解釋，本方中的白附子辛可袪風，去頭面游風；殭蠶氣清輕，味辛鹹，能上走頭面而袪風散痰；全蠍直走厥陰經，為治風要藥，有小毒能破風痰結滯；黃酒引藥入經絡，直達病處而正口眼喎斜。。
焦氏常用本方加白芷、葛根、荊芥穗、防風、蜈蚣、蘇木、紅花、細辛、穿山甲等藥，併用白芥子粉外貼，配合針刺太陽、耳門、上關、下關、顴髎、地倉、合谷等穴位，治療顏面神經麻痺。
《醫方集解》中也附有外貼法治療口喎，其方名為「改容膏」，是用蓖麻子、冰片，共搗為膏，冬天加乾薑、附子，左喎貼右，右喎貼左，即正。
古方中另有一種「不換金丹」，也可治口喎，其組成包括白附子、殭蠶、全蠍、荊芥穗、防風、甘草、天麻、薄荷、羌活、川芎、烏頭、藿香，可酒服或外貼。藥力大於牽正散。

## 外部連結
- 牽正散 中藥方劑圖像數據庫 (香港浸會大學中醫藥學院) （中文）（英文）